# Kawkhali (Rangamati)
Kawkhali (en bengali : কাউখালী) est une upazila du Bangladesh dans le district de Rangamati. En 1991, on y dénombrait 42 409 habitants.